# Petäjäjärvi (sjö i Sonkajärvi, Norra Savolax)
Petäjäjärvi är en sjö i kommunen Sonkajärvi i landskapet Norra Savolax i Finland. Sjön ligger 109,9 meter över havet. Den är 8,88 meter djup. Arean är 80 hektar och strandlinjen är 6,58 kilometer lång. Sjön  ingår i Vuoksens huvudavrinningsområde.   Den ligger omkring 81 kilometer norr om Kuopio och omkring 410 kilometer norr om Helsingfors. 